# Pavol Kováčik
Pavol Kováčik (* 12. října 1962) je česko-slovenský manažer, od května do července 2019 generální ředitel Ředitelství silnic a dálnic ČR.

## Život
Vystudoval Vysokou školu dopravy a spojů v Žilině (Ing. specializace průmyslové inženýrství na fakultě strojní a elektrotechnické; PhD.) a Vysokou školu ekonomie a managementu v Praze (MBA).
V minulosti působil jako:
- Státní fond dopravní infrastruktury ČR – předseda člen dozorčí rady (člen DR do 2/2019)
- Ministerstvo dopravy ČR – člen expertního týmu MD ČR při přípravě projektu PPP D4
- Zväz stavebných podnikateľov Slovenska – prezident
- Národná diaľničná spoločnosť a.s. – místopředseda představenstva, investiční ředitel
- Inžinierske stavby a.s. Košice (COLAS) – předseda představenstva
- EU PROJECT CONSULT s.r.o. Praha, PROMA s.r.o. Žilina – jednatel, výkonný ředitel[1]

Na Ministerstvu dopravy ČR byl členem expertního týmu pro přípravu projektu PPP D4. Dne 3. května 2019 jej ministr dopravy ČR Vladimír Kremlík jmenoval generálním ředitelem Ředitelství silnic a dálnic ČR.
O necelé tři měsíce později, dne 26. července 2019, jej ministr dopravy ČR Vladimír Kremlík z funkce odvolal. Stalo se tak na vlastní žádost Pavla Kováčika, a to ze zdravotních důvodů. Sám Kováčik ale v srpnu 2019 zveřejnil, že důvodem odvolání nebyly zdravotní důvody, nýbrž stupňující se spory s ministrem dopravy Vladimírem Kremlíkem i lidmi uvnitř ředitelství ohledně budoucnosti této státní organizace.